# Ephesia musmi
Ephesia musmi är en fjärilsart som beskrevs av George Francis Hampson 1913. Ephesia musmi ingår i släktet Ephesia och familjen nattflyn. Inga underarter finns listade i Catalogue of Life.